# Mammillaria grahamii
Mammillaria grahamii är en kaktusväxtart som beskrevs av Georg George Engelmann. Mammillaria grahamii ingår i släktet Mammillaria och familjen kaktusväxter.

## Underarter
Arten delas in i följande underarter:
- M. g. grahamii
- M. g. sheldonii

## Bildgalleri

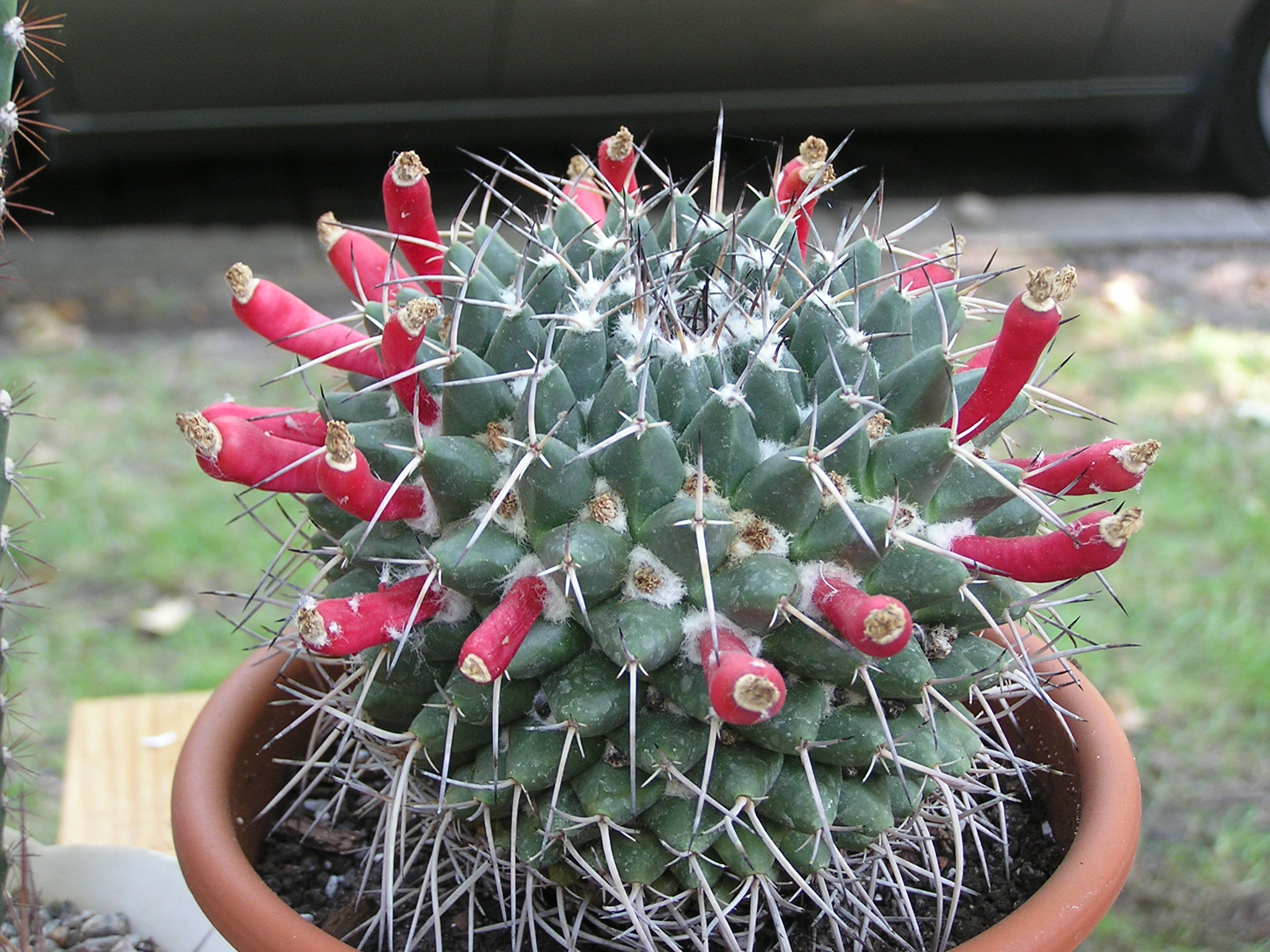
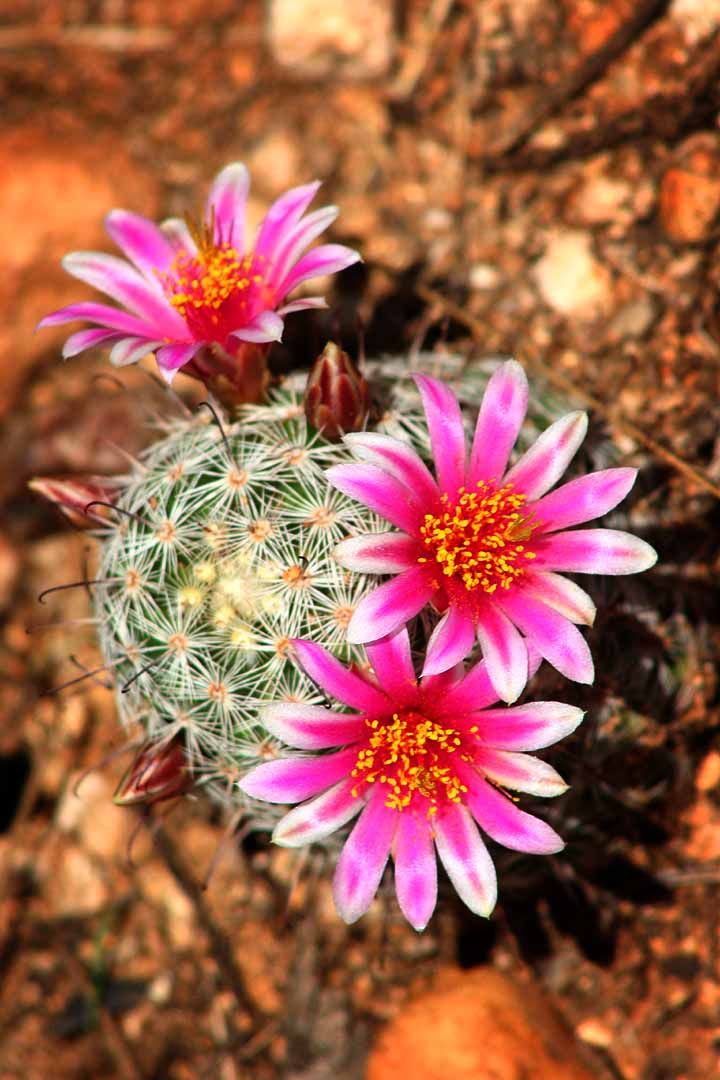
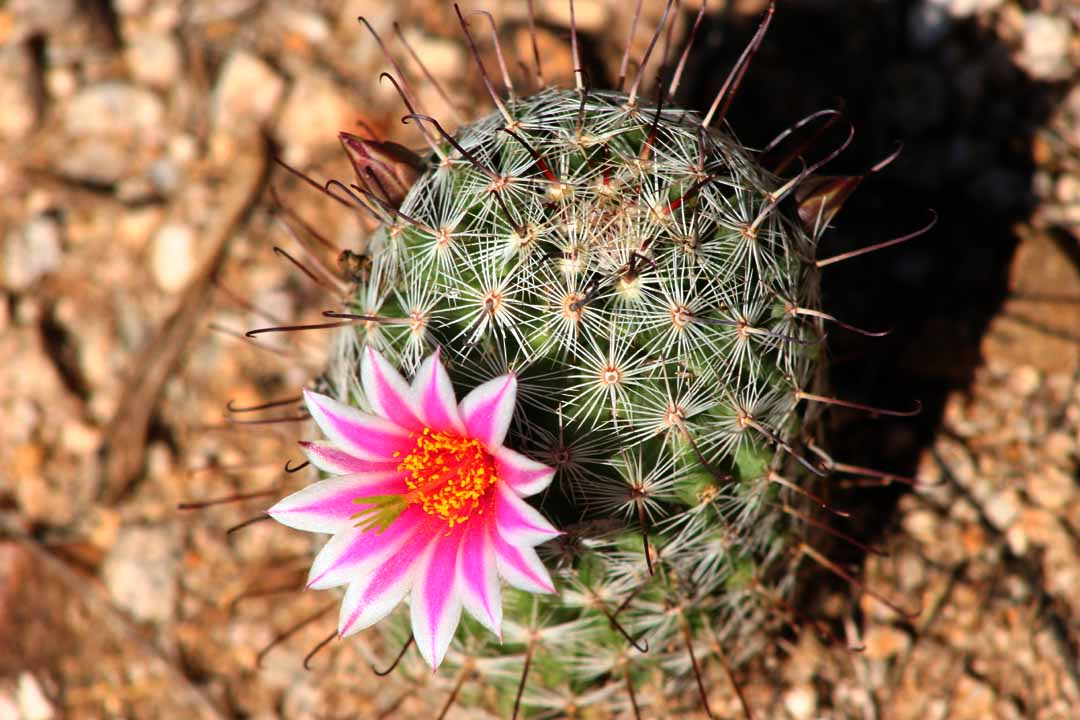
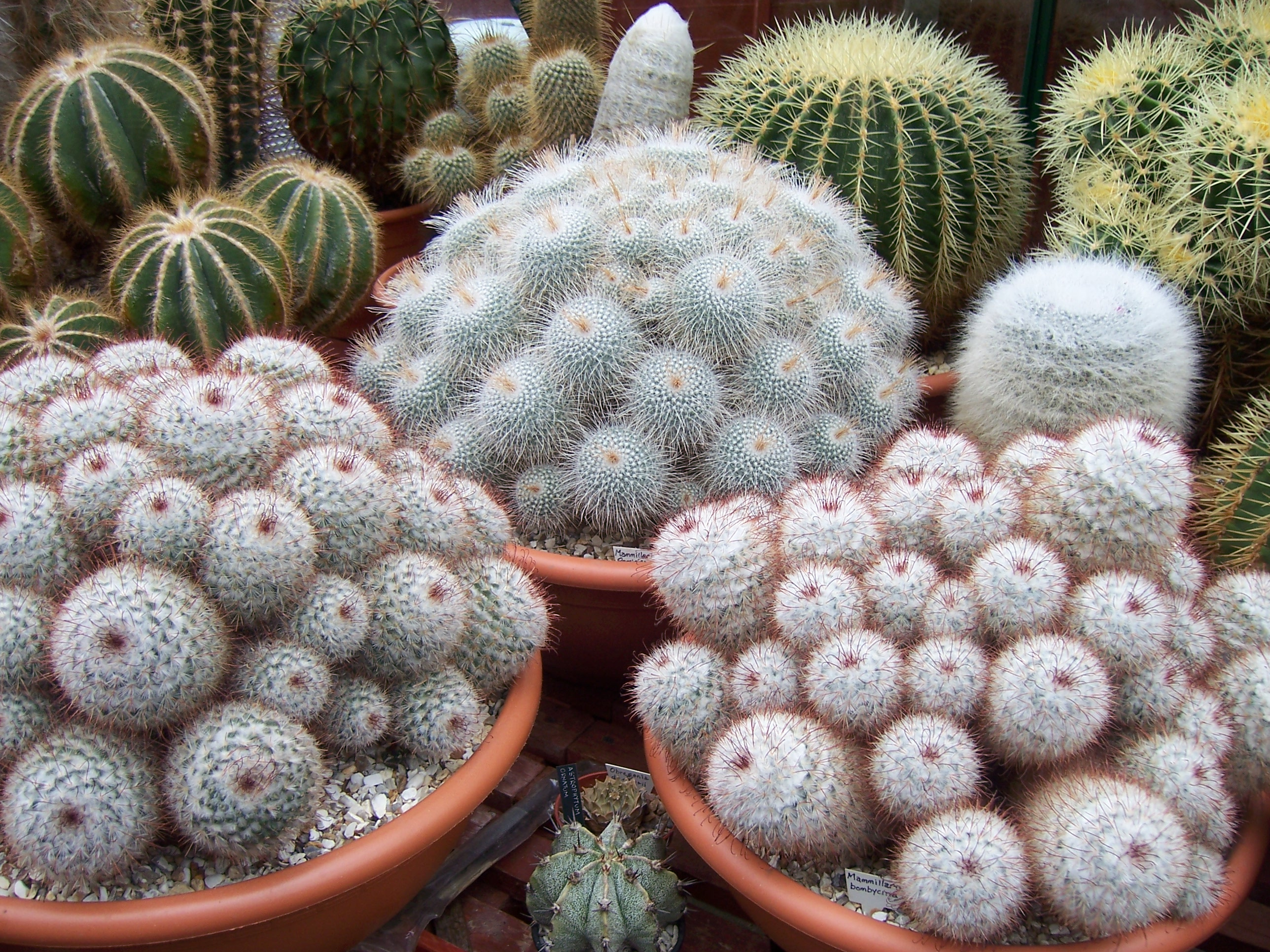
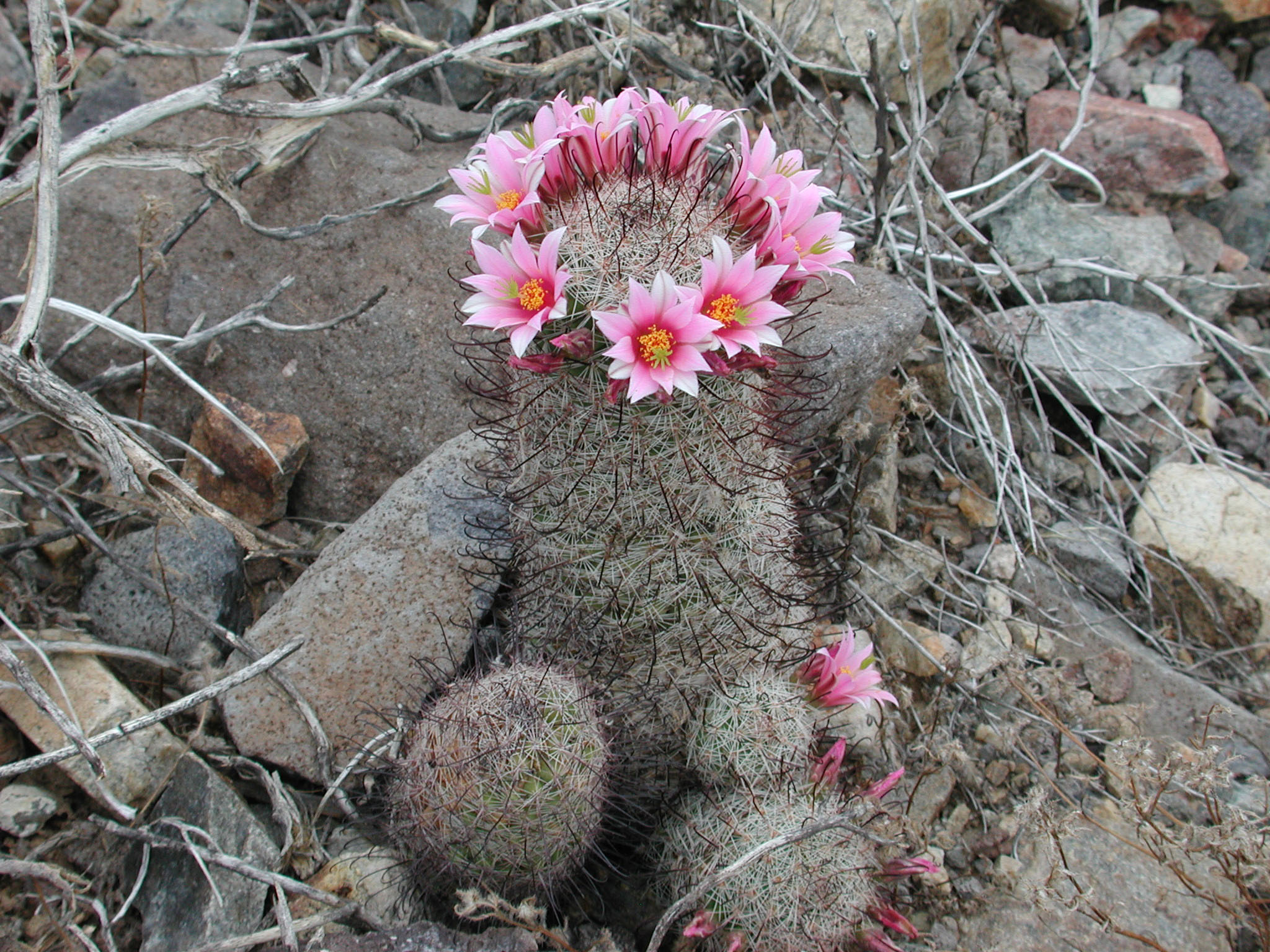